# 緒方良行
緒方 良行（おがた よしゆき、1998年2月4日 - ）は、日本のスポーツクライマー。福岡県久留米市出身。（2022年12月くるめふるさと大使に就任） B-PUMP所属。株式会社ホリプロ・アスリート契約社員。

## 経歴
福岡県立明善高等学校卒業、神奈川大学人間科学部卒業。（大学時代は山岳部に所属していた。）
ボルダリングとの出会いは小学5年生。姉と一緒にクライミングジムの「体験教室」に行って、魅力に取りつかれた。中学3年から国体に4年連続出場。2015年イタリアで開催された世界ユース選手権ボルダリング部門（ユースA＝1998〜99年生まれ）で初優勝。2017年7月 ポーランドのヴロツワフで開催された「ワールドゲームズ2017 スポーツクライミング　ボルダリング種目」で金メダルを獲得した。

## 主な戦績

### 国内大会
- 2015年　クライミング・日本ユース選手権
  - ユースA：リード 1位
- 2023年　ボルダリング・ジャパンカップ 優勝

### アジア大会・世界大会
| 開催年月   | 大会名                                      | 競技種目 | 競技種目     | 競技種目 | 競技種目 |
| 開催年月   | 大会名                                      | リード   | ボルダリング | スピード | 複合     |
| ---------- | ------------------------------------------- | -------- | ------------ | -------- | -------- |
| 2014年9月  | 世界ユース選手権（ユースA）                 | 13位     |              |          |          |
| 2015年8月  | 世界ユース選手権（ユースA）                 | 7位      | 1位          |          |          |
| 2015年12月 | アジアユース選手権（ユースA）               | 6位      | 1位          |          |          |
| 2016年8月  | アジア選手権                                |          | 1位          |          |          |
| 2016年9月  | 世界選手権 フランス：パリ                   |          | 25位         |          |          |
| 2016年11月 | 世界ユース選手権（ジュニア）                |          | 19位         |          |          |
| 2017年7月  | アジアユース選手権（ジュニア）              | 3位      | 2位          | 16位     |          |
| 2017年7月  | ワールドゲームズ2017 ポーランド：ヴロツワフ |          | 1位          |          |          |
| 2017年8月  | 世界ユース選手権（ジュニア）                | 1位      | 1位          | 36位     | 2位      |
| 2017年9月  | アジア選手権                                | 3位      | 2位          | 23位     |          |
| 2017年10月 | アジアカップ                                | 1位      | 7位          | 12位     |          |
| 2018年9月  | 世界選手権 オーストリア：インスブルック     | 31位     | 15位         | 110位    |          |
| 2018年11月 | アジア選手権                                | 5位      | 10位         | 47位     | 9位      |
| 2019年8月  | 世界選手権 日本：八王子                     |          | 14位         |          |          |
| 2019年11月 | アジア選手権                                | 4位      | 4位          | 19位     | 2位      |

### ワールドカップ
ボルダリング
- 2016年　ベイル 4位
- 2017年　ベイル 3位、ミュンヘン 5位
- 2018年　ミュンヘン 4位
- 2019年　モスクワ 3位、ベイル 1位 - 年間総合3位 [12][13]
- 2021年　メイリンゲン 2位

リード
- 2017年　アルコ 4位

### 国際大会
ボルダリング
- 2017年　チャイナオープン広州 3位

リード
- 2017年　チャイナオープン広州 3位

スピード
- 2019年　au SPEED STARS 5位